# Margreid an der Weinstraße
Margreid an der Weinstraße (wł. Magrè sulla Strada del Vino) – miejscowość i gmina we Włoszech, w regionie Trydent-Górna Adyga, w prowincji Bolzano.
Liczba mieszkańców gminy wynosiła 1295 (dane z roku 2009). Język niemiecki jest językiem ojczystym dla 83,49%, włoski dla 15,96%, a ladyński dla 0,56% mieszkańców (2001).